# 김동근 (1930년)
김동근(1930년 10월 3일~)은 대한민국의 정치인이다. 제14대 국회의원을 지냈다.

## 역대 선거 결과
| 실시년도 | 선거  | 대수 | 직책     | 선거구 | 정당       | 득표수      | 득표율         | 순위        | 당락 | 비고 |
| -------- | ----- | ---- | -------- | ------ | ---------- | ----------- | -------------- | ----------- | ---- | ---- |
| 1992년   | 총선  | 14대 | 국회의원 | 전국구 | 민주자유당 | 7,923,718표 | \| \| 38.5% \| | 전국구 28번 |      | 초선 |
|          | 38.5% |      |          |        |            |             |                |             |      |      |

金東根
1930년 10월 3일 ~ (94세)
김동근은 대한민국의 군인 출신 정치인이다. 호는 상산(常山)이며, 종교는 불교이다.
1930년 10월 3일 경기도 고양군 연희면(현 서울특별시 마포구)에서 태어났다. 배재고등학교를 졸업하고, 육군사관학교 8기로 임관하였으며, 육군대학을 졸업하고 연세대학교 대학원에서 행정학 석사 학위를 취득하였다.
육군사관학교 졸업 후 대한민국 육군 장교로 복무하였다.
예편 후 중앙정보부에서 주요 보직을 역임하며 중앙정보부장 비서실장, 초대 6국 국장, 국내 보안차장보 등을 지냈다. 이후 외교관으로도 활동하며 주 수단 공화국 초대 특1급 대사와 주 핀란드 특1급 대사를 역임하였다. 1984년 귀국하여 외무부 본부대사를 지낸 뒤 은퇴하였다.
1987년 신민주공화당 창당 시 김종필 총재의 비서실장을 맡았다. 1990년 3당 합당으로 민주자유당이 출범할 때 합류하였으며, 1992년 제14대 국회의원 선거에서 민주자유당 전국구 국회의원(제28번)으로 당선되었다. 이후 김종필 민주자유당 대표최고위원 비서실장을 역임하였다. 신한국당 중앙연수원장을 지냈으며, 신한국당 국책자문위원회 외무통일위원장을 역임한 뒤 신공향건설공단 상임고문으로 임명되었다. 이후 신한국당을 탈당하고 자유민주연합에서 김종필 총재 특별보좌역을 맡았다.
수상 경력:
화랑무공훈장(3회)
근무공로훈장
홍조근정훈장
보국훈장 국선장
외교수교훈장